# C7H5IO
化学式C7H5IO（摩尔质量：232.02 g/mol）可能指：
- 苯甲酰碘，CAS号：618-38-2
- 碘苯甲醛
  - 2-碘苯甲醛，CAS号：26260-02-6 
  - 3-碘苯甲醛，CAS号：696-41-3 
  - 4-碘苯甲醛，CAS号：15164-44-0

|  | 这个同类索引页列出了具有相同分子式的化学物（即同分異構體）条目。 除非您是有意链接至本页，否则应将相应条目的内部链接指向正确的条目。 |